# Virtua Cop 3
Virtua Cop 3 è il terzo gioco della saga Virtua Cop di SEGA pubblicato esclusivamente come videogioco arcade nel 2003. Il gioco è disponibile nei formati cabinato standard e deluxe e funziona su hardware Sega Chihiro. Una conversione per Xbox era stata progettata, ma cancellata.

## Modalità di gioco
Il gioco conserva le stesse modalità dei suoi predecessori con i giocatori che sparano a nemici sullo schermo usando una pistola ottica. Virtua Cop 3 introduce una nuova meccanica chiamata "ES mode", dotata di una specifica barra che si esaurisce e consente ai giocatori di rallentare il tempo schiacciando uno speciale pedale. La barra può essere ripristinata sparando ad altri nemici. Virtua Cop 3 consente anche ai giocatori di cambiare differenti armi con la pressione di un bottone sulla pistola invece di dover usare una sola arma, come nei precedenti capitoli della serie. I giocatori progrediscono nel gioco scegliendo fra tre missioni di varia difficoltà. La nuova pistola usata nel gioco è chiamata Guardian II.

## Storia
Virtua Cop 3 consente di giocare ai capitoli nell'ordine desiderato. Il gioco segue i tre personaggi che investigano su tre crimini commessi dalla nuova organizzazione criminale di Virtua City, la ECM.

## Capitolo facile
La ECM prende il controllo di una ampia struttura farmaceutica, la VCPD ordina a Rage e Smarty di arrestare gli invasori e rendere sicura la struttura. Nella farmacia, Rage and Smarty incontrano un misterioso uomo conosciuto come "Gale," un ninja con sconosciute intenzioni. Procedendo all'interno del laboratorio di ricerca, Rage e Smarty incontrano un uomo chiamato "Glitter," che è responsabile dell'invasione. Mentre la polizia di Virtua City mette a sicuro la struttura farmaceutica, Janet riceve informazioni circa un sistema di clonazione genetica della farmacia scomparso.

## Capitolo normale
Brand, un rapinatore di banche assunto dalla ECM, rapina una grossa banca nel centro di Virtua City. La squadra antisommossa VCPD non è in grado di competere con le pallottole della ECM, Rage e Smarty vengono inviati per aiutare la svantaggiata squadra antisommossa. Una volta che Rage e Smarty notano Brand nella struttura, ne consegue un inseguimento, ma Rage e Smarty vengono interrotti da Gale. Rage e Smarty sopravvivono a Gale e inseguono il rapinatore, spingendolo verso la metropolitana dove Brand si sta nascondendo. Avviene l'ultima battaglia tra i due poliziotti e Brand. Janet riceve informazioni che il motivo della rapina alla banca commesso dalla ECM era per recuperare un pacco contenente geni di dinosauro.

## Capitolo difficile
Una base militare viene sequestrata dalla ECM. Rage, Smarty, e Janet attraverso le fogne raggiungono finalmente la base militare. Attraversano l'area pesantemente sorvegliata e affrontano un veicolo simile a un granchio in un duello tra la vita e la morte. Il pilota, si rivela essere Joe Fang (il boss finale dei primi due Virtua Cop), i tre poliziotti sono sorpresi poiché lo credevano morto, dopo un duro combattimento, il veicolo è distrutto e la base militare è sicura.

## Capitolo finale
In base all'abilità del giocatore, il giocatore può partecipare a questo capitolo dove la trama dietro le scene è rivelata. Prima bisogna affrontare il misterioso ninja Gale che sfida i tre in duello all'interno di un hangar, poi affrontando i cloni di Joe Fang su una piattaforma di un ascensore che porta al vero corpo di Joe Fang. Joe Fang, inizia a mutare in una creatura mostruosa conosciuta come "Dino Fang" usando i geni dei dinosauri combinati con il suo DNA umano. I tre poliziotti lo affrontarono ancora una volta nella battaglia finale e alla fine lo sconfiggono e la struttura principale della ECM si autodistrugge, mentre i poliziotti scappano e si salvano per un pelo dall'esplosione. Quindi, il caso è chiuso e il complotto della ECM viene registrato sul file della VCPD.
Condizioni per lo sblocco del capitolo
Per partecipare a questo capitolo, il giocatore deve soddisfare le seguenti condizioni
- Il gioco deve essere giocato nel seguente ordine: missione semplice, missione normale, e missione difficile.
- Nella missione normale, il giocatore non deve lasciare fuggire Brand.
- Nella missione difficile, il giocatore deve distruggere tutti i missili dopo che il veicolo simile a un granchio viene sconfitto.